# Joseph Paul

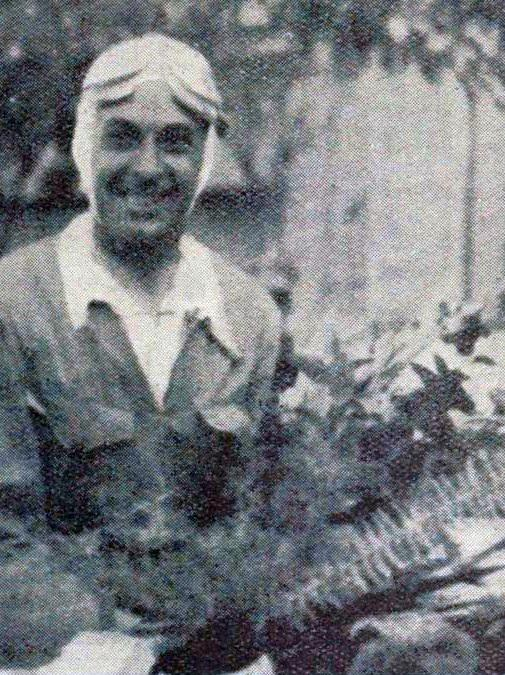
Joseph Paul, vainqueur du Critérium Paris-Nice 1937, sur Delahaye 135S.

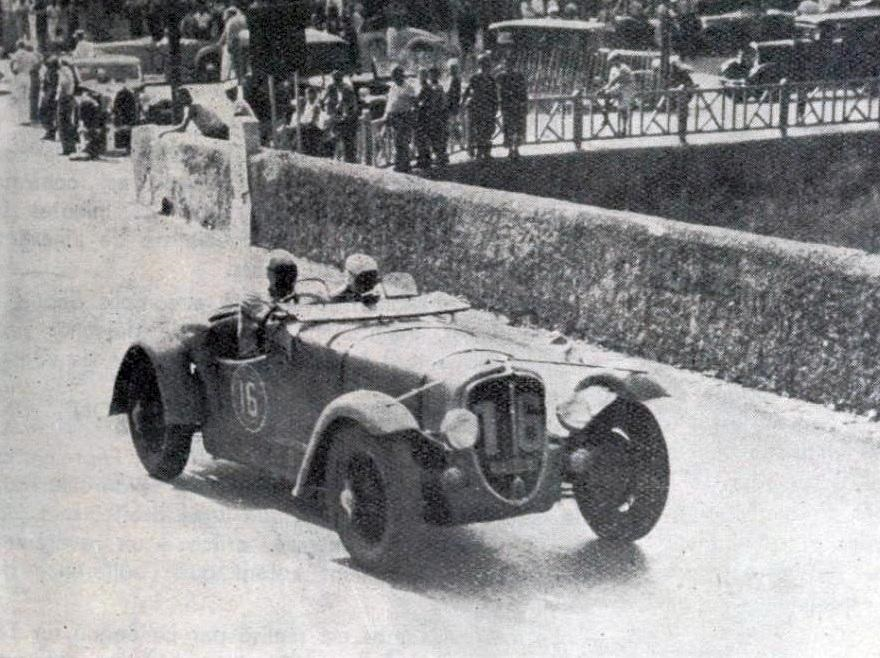
Joseph Paul, vainqueur du Critérium Paris-Nice 1937, ici à la côte de La Turbie durant la compétition.

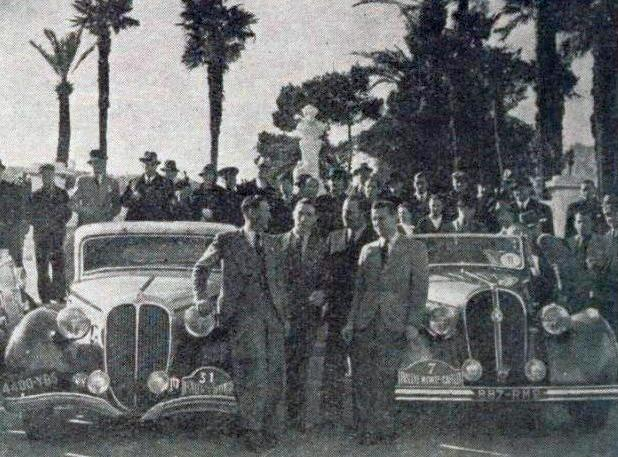
Rallye Monte-Carlo 1939, G. à D. Trévoux, Lesurque (Hotchkiss), Paul et Contet (Delahaye).

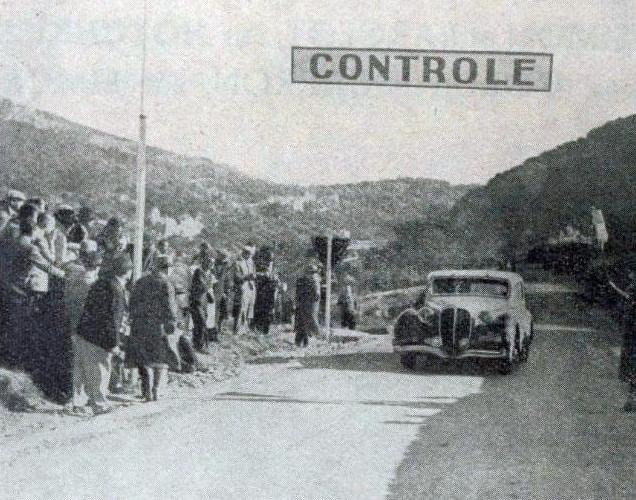
Contet, sur la Delahaye de Paul, passe l'arrivée de la course de côte du rallye Monte-Carlo 1939.

Joseph Paul était un pilote de rallye et de course de vitesse français, né le 9 octobre 1896 à Touques (Calvados) et décédé à Paris le 25 août 1944.

## Biographie
La dizaine de succès de ce pilote a été acquise lors des quatre dernières années de sa carrière, à l'aube de la quarantaine stoppée par le second conflit mondial.

## Palmarès chronologique

### PériodeCorre La Licorne/Voisin(1925-1930)
- - Semaine de la Baule (26/07 au 02/08/1925) : 10 km départ arrêté (voiture tourisme 1 500 cm3) 2e sur Corre la Licorne en 11 min 52 s 4/5;
  - Course de côte d'Argenteuil (20/03/1926) : Classe G 1 100 cm3: 7e en 1 min  34 s 3/5;
  - Rallye de Pau (12 au 17/02/1930) : 25e sur Voisin;

### PériodeDelage(1933-1935)
- - Rallye Paris-Antibes/Juan les Pins (4 au 7 09/1933) : 36e sur Delage;
  - 24 Heures du Mans 1934 (16 et 17/06/1934) : Coupe ACO : 4e avec Freddie Dixon, sur Riley (2 688,156 km); classement par classe à la distance: 2e;
  - Rallye de Dieppe (19 et 20/07/1935) : 35e sur Delage;
  - Rallye international du Touquet Paris plage (26 au28/07/1935) : 34e sur Delage;
  - Rallye Paris-Antibes/Juan les Pins (2 au 6 09/1935) : 32e sur Delage;

### PériodeDelahaye(1936-1939)
- - Quinzième Grand Critérium international de tourisme Paris-Nice (4 au 9 avril 1936) : 10e sur Delahaye;
  - Quarantième Course internationale de côte de la Turbie (09/04/1936) : 4e sur Delahaye catégorie sport-classe C 5 000 cm3 en 4 min 59 s 4/5;
  - Rallye de Lyon (15 au 17/05/1936) : 4e sur Delahaye;
  - 3 Heures de Marseille (24/05/1936) : 8e sur Delahaye (355,435 km);
- Rallye automobile des fêtes de Paris (25 au 27 06/1936) : 1er sur Delahaye;
  - Deuxième Grand Prix de la Marne (05/07/1936) : 13e sur Delahaye classe C 5 000 cm3;
- Coupe d'Auvergne (24 au 26/07/1936) : 1er sur Delahaye;
- Critérium des Indépendants (20/09/1936) : Coupe d'automne et Coupe de vitesse classe A à C (+3 000 cm3): 1er sur Delahaye;
- Course de la côte Lapize (27/09/1936) : 1er sur Delahaye (toutes catégories sports), record battu;
- Coupe du Président de la République : 1er;

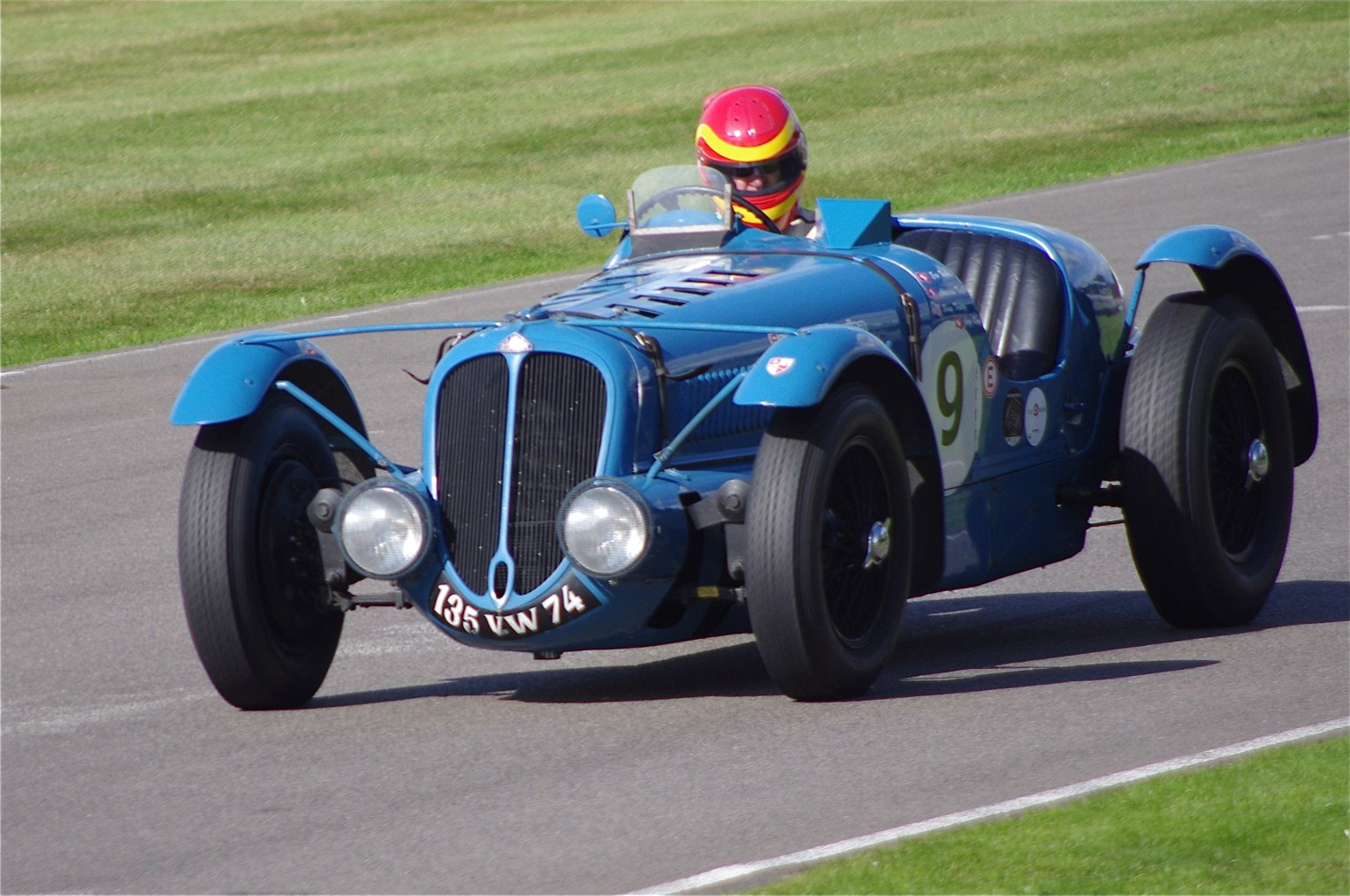
Une autre Delahaye 135S (de 1937).

- - Rallye automobile de Monte-Carlo (janvier 1937) : 7e du classement général sur Delahaye (départ de Stavanger) (copilote D.Danniel);
  - Rallye de Chamonix (5 au 7/02/1937) : 11e sur Delahaye;
  - Cinquième Grand Prix de Pau (21/02/1937) : 10e sur Delahaye;
- Coupe du Printemps Sport à Montlhéry (02/05/1937) : 1er sur Delahaye (moyenne 135 km/h ; record du tour 139 km/h);
  - Huitième Grand Prix de Tunis (16/05/1937) : 5e sur Delahaye (voitures Sports);
  - Grand Prix d'Alger (23/05/1937) : 2e sur Delahaye (à Staoueli);
  - Circuit de vitesse de Bone (1937) : Classes C et D (2001 à 4 500 cm3) : 2e sur Delahaye;
  - 3 Heures de Marseille (06/06/1937) : 6e sur Delahaye;
  - 24 Heures du Mans 1937 (19-20 juin): 2e avec Marcel Mongin, sur Delahaye 135 CS 3.6L I6 - Marcel Contet finissant 7e sur Darl'mat DS Peugeot 2.0L I4;
- Course de côte d'Angoulême (1937): Classe C (5 000 cm3) : 1er sur Delahaye;
- Seizième Grand Critérium international de tourisme Paris-Nice (31/07 au 06/08/1937) : 1er sur Delahaye;
  - RAC Tourist Trophy (04/09/1937) : 5e sur Delahaye (avec Marcel Mongin);
- Coupe d'Automne (19/09/1937) : 1er sur Delahaye;
  - Quarante et unième Course internationale de côte de la Turbie (1937) : 7e sur Delahaye;
- 24 Heures du Mans 1938 : participation comme directeur d'écurie cette fois, de Marcel Mongin et Robert Mazaud sur Delahaye 135 CS 3.6L I6, Marcel Contet terminant 5e toujours sur Delahaye 135 CS;
- Deuxième Journée Automobile des Indépendants à Montlhéry (1938): Coupe d'automne : 1er sur Delahaye, et Coupe de vitesse de l'AGACI : 2e sur Delahaye;
- Rallye automobile Monte-Carlo (janvier 1939) : covainqueur (copilote Marcel Contet) (départ d'Athènes), sur Delahaye 135 M 3 600 cm3 (autres vainqueurs: Jean Trévoux et Marcel Lesurque);
  - Septième Grand Prix de Pau (02/04/1939) : 5e sur Delahaye;
  - Dix-huitième et dernier Grand Critérium international de tourisme Paris-Nice (8 au 15/04/1939) : 2e sur Delahaye (voiture de tourisme);
  - Quarante troisième Course internationale de côte de la Turbie (13/04/1939) : 9e sur Delahaye;
  - Huitième Journée Automobile des Indépendants à Montlhéry (5 au 7/05/1939) : Coupe de Paris: 7e sur Delahaye;
  - Grand Prix de Picardie (11/06/1939) : 4e sur Amilcar;
  - 24 Heures du Mans 1939 : participation au mois de juin (sur la Delahaye 135 CS 3.6L I6 de l'écurie Francia, associé alors à Jean Trévoux);
- Circuit des remparts d'Angoulême (02/07/1939) : Vainqueur de la 1re manche, 1re course urbaine organisée par l'Automobile-club de Charente toujours sur Delahaye 135 M (Marcel Contet participa à la même épreuve, terminant 4e sur ce même modèle automobile, et ce après avoir remporté le Bol d'or automobile de Montlhéry le mois précédent);
  - Coupe de la commission sportive de l'ACF (09/07/1939) : 6e sur Simca;
  - Grand Prix du Comminges (06/08/1939) : dernière participation à une compétition (abandon, sur Delahaye);

La guerre éclatera 1 mois plus tard sur le sol français (pilote également engagé à Liège pour le Grand Prix de Belgique le 26/08/1939 avec sa Delahaye 135 CS, mais l'épreuve est annulée)…